# Văcăreni
Văcăreni è un comune della Romania di 2 362 abitanti, ubicato nel distretto di Tulcea, nella regione storica della Dobrugia. 
Văcăreni è divenuto comune autonomo nel 2004, staccandosi dal comune di Luncavița